# Rafael Andriato
Rafael de Mattos Andriato, né le 20 octobre 1987 à São Paulo, est un coureur cycliste professionnel brésilien.

## Biographie
Rafael Andriato commence sa carrière en 2007 avec l'équipe continentale brésilienne Memorial-Fupes-Santos. La même année, il remporte des étapes dans des courses sud-américaines et gagne la Prova Ciclística 9 de Julho et le Meeting international de Goiania. En 2011, il gagne plusieurs courses en Italie, dont le Grand Prix Industrie del Marmo. Après quatre ans chez les amateurs, il court pour des équipes continentales professionnelles italiennes à partir de 2012, initialement pour Farnese Vini-Selle Italia. En 2013, il prend son seul départ sur un grand tour et se classe 165e du Tour d'Italie. Au cours des années suivantes, il remporte de nouveaux succès, notamment sur le  Tour du Venezuela (2014), le Sibiu Cycling Tour (2015) et au Tour de Hainan (2016). En 2019, il rejoint l'équipe brésilienne São Francisco Saúde-Klabin-SME Ribeirão Preto.
En janvier 2020, il chute et tombe sur son visage lors d'une course en Argentine. Il est transporté à l'hôpital et est soigné avec cinquante points de suture.

## Palmarès et résultats

### Palmarès par années
- 2006
  - 2e de la Copa Cidade Canção
  - 2e de la Prova Ciclística 9 de Julho
- 2007
  - 1re étape du Tour de Rio de Janeiro
  - 4e et 10e étapes de la Tour de l'État de Sao Paulo
  - 1re étape du Tour du Paraná
  - Prova Ciclística 9 de Julho
  - Meeting international de Goiania
  - 2e du Circuito Boa Vista
- 2008
  - Mémorial Benfenati
  - Grand Prix de Roncolevà
  - 3e du Circuito dell'Assunta
- 2009
  - Tour de Vénétie et des Dolomites
  - 2e du Trofeo Papà Cervi
- 2010
  - Medaglia d'Oro Frare De Nardi
  - Gran Premio Ezio Del Rosso
  - 2e du Piccola Sanremo
  - 2e du Mémorial Gerry Gasparotto
  - 2e du Circuito del Porto-Trofeo Arvedi
  - 2e du Grand Prix Industrie del Marmo
  - 2e de l'Astico-Brenta
  - 3e du Gran Premio Montanino
  - 3e de la Coppa Collecchio
- 2011
  - Grand Prix Industrie del Marmo
  - Trofeo Petroli Firenze
  - 2e étape de la Tour de Rio de Janeiro
  - Trofeo Città di Lastra a Signa
  - Coppa in Fiera San Salvatore
  - 2e de la Coppa Ciuffenna
  - 3e de la Coppa Comune di Castiglion Fiorentino
  - 3e de Parme-La Spezia
  - 3e du Trophée Matteotti amateurs
  - 3e du Trofeo SC Corsanico
- 2012
  - Jurmala Grand Prix
  - Châteauroux Classic de l'Indre
  - 2e du championnat du Brésil sur route
- 2013
  - 2e étape du Tour de Rio
  - 2e du Jurmala Grand Prix
- 2014
  - 8e étape du Tour du Venezuela
  - 2e, 5e et 6e étapes du Tour de Rio
- 2015
  - Prologue du Sibiu Cycling Tour
- 2016
  - 1re étape du Tour de Hainan
- 2018
  - 6e étape du Tour de Mendoza
  - 6e étape du Tour d'Uruguay
  - 100 km de Brasília
- 2019
  - 3e étape de la Volta de Goiás
  - Prova de São Salvador
  - 2e du championnat du Brésil de l'américaine
- 2022
  - Copa Cidade Canção

### Résultats sur les grands tours

#### Tour d'Italie
1 participation
- 2013 : 165e, vainqueur des classements des sprints intermédiaires et de la Fuga Pinarello

### Classements mondiaux
| Année            | 2006 | 2007 | 2008 | 2009 | 2010 | 2011 | 2012 | 2013 | 2014 | 2015 | 2016 | 2017 | 2018 |
| ---------------- | ---- | ---- | ---- | ---- | ---- | ---- | ---- | ---- | ---- | ---- | ---- | ---- | ---- |
| UCI America Tour | 93e  | 6e   |      |      |      | 182e | 42e  | 122e | 81e  | 399e | 344e |      | 50e  |
| UCI Europe Tour  |      |      |      | 912e | 191e | 392e | 52e  | 186e | 122e | 418e |      |      |      |
| UCI Asia Tour    |      |      |      |      |      |      |      |      |      |      |      | 112e |      |